# Curruca boehmi
Curruca boehmi  (лат.) — вид новонёбных птиц из семейства славковых. Распространён в Африке. Обитают в засушливых саваннах в акациевых и открытых лесистых местностях, на высоте до 1700 метров над уровнем моря, но обычно ниже. Живут парами или поодиночке. Длина тела — около 13 см.
Известно три подвида:
- Curruca boehmi boehmi (Reichenow, 1882) — юг Кении, а также северо-восток, центр и юго-запад Танзании
- Curruca boehmi marsabit (van Someren, 1931) — север центральной Кении
- Curruca boehmi somalica (Friedmann, 1928) — север центральной, восточная и юго-западная Эфиопия, северо-западный Сомали и северо-восточная Кения